# Фермерский банк Растико

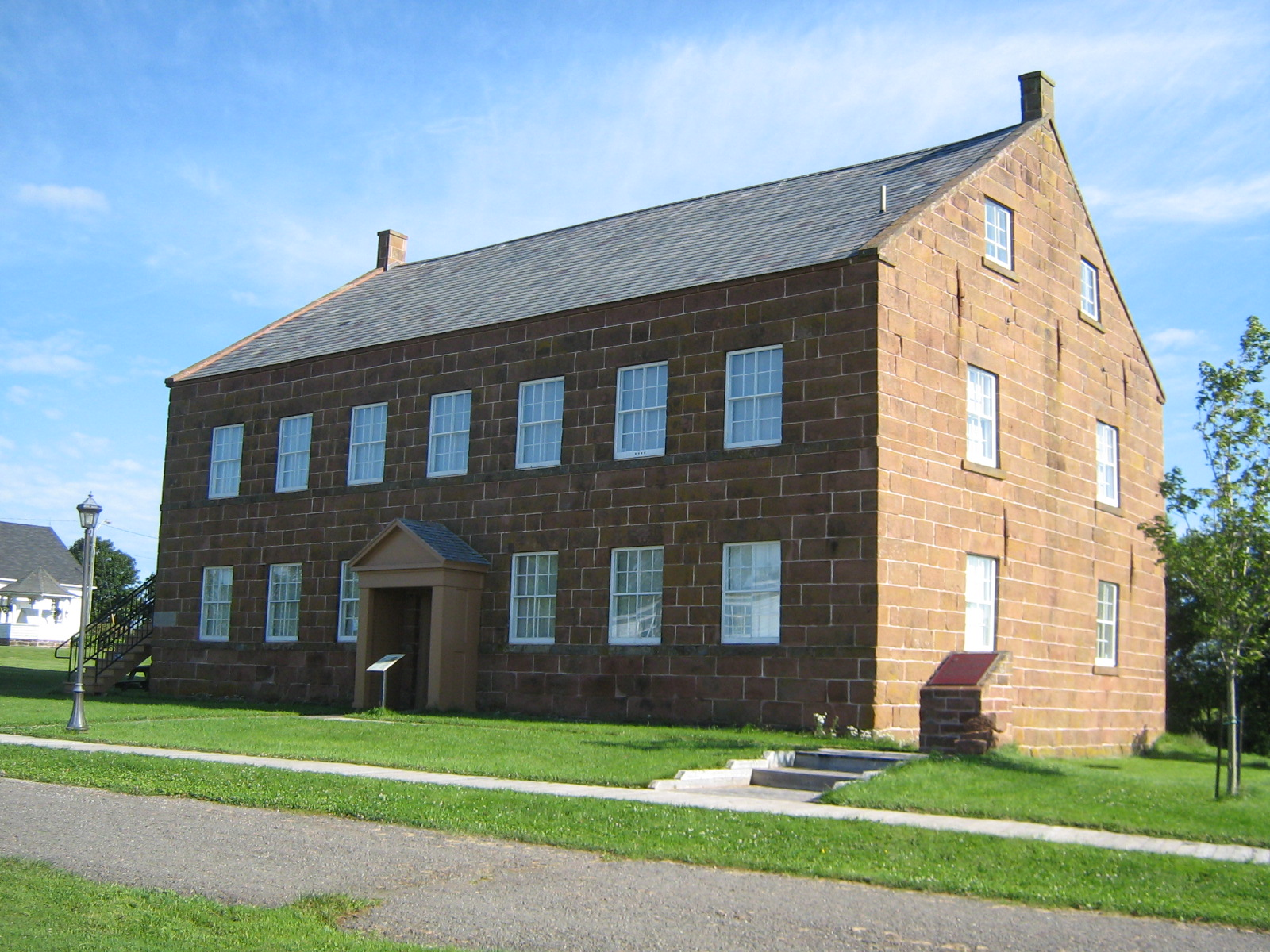
Rustico Farmers Bank, Остров Принца Эдуарда

Фермерский банк Растико (Farmers' Bank of Rustico) — канадский банк, действовавший в деревне Растико на Острове Принца Эдуарда с 1864 по 1894 год. Считается первым общественным банком в Канаде и был основан 21 апреля 1863 года Жоржем-Антуаном Белькуром. Банк получил королевское согласие на свой акт об учреждении в суде Виндзора 7 апреля 1864 года. Первым президентом был фермер Жером Дуарон, а первым кассиром — Маринус Бланшар, местный школьный учитель.
Фермерский банк «предшествовал североамериканскому движению кредитных союзов благодаря своему влиянию на организатора-первопроходца кредитных союзов Альфонса Дежардена из Квебека». Как и более поздние кредитные союзы, Банк фермеров принимал депозиты и предоставлял ссуды, в основном на срок менее 1 года. Он показал, что жители деревни могут успешно управлять финансовым учреждением без помощи банковских экспертов. Однако есть и важные различия. Банк выпускал собственную валюту и хранил свои оборотные средства в звонкой монете. Но он никогда не создавал существенный резервный фонд, предпочитая возвращать большую часть своей годовой прибыли акционерам в качестве дивидендов.
Одним из первых примеров мощного движения за экономическое самоопределение в Акадии был Банк фермеров. В 1860-х годах творческие идеи Белкорта также привели к созданию многочисленных банков семян в поселениях Акадии, один из которых в заливе Эгмонт послужил моделью для последующего кооперативного движения в регионе Эванджелин на острове. Mouvement des caisses populaires acadiennes, сеть кредитных союзов в Нью-Брансуике с 200 000 членов, был еще одним проектом, который предвосхитил Банк.
Следовательно, это имело решающее значение для роста акадийской общины в Приморских провинциях. По словам Макдональда, «постоянная доступность дешевых кредитов в течение тридцати лет позволила преимущественно акадийской общине достичь экономической независимости». Тем не менее, Farmers' Bank прекратил свою деятельность, когда его устав не был продлен в 1894 году, поскольку Закон о канадских банках 1871 года не предусматривал такие мелкие финансовые предприятия.

## Музей Фермерского банка Растико
Построенное в Rustico, Prince Edward Island, между 1861 и 1863 годами, здание Фермерского банка Растико является одновременно музеем местной истории и национальным историческим памятником Канады. Здесь представлены экспонаты об истории банка, отце Жорже-Антуане Белькуре, акадийской культуре, рыболовной промышленности и местной естественной истории. Экскурсия по близлежащему дому Дусе, который был перемещен в музей в 1999 году из своего первоначального местоположения на Гранд-Пер-Пойнт, включена в стоимость входа. Дому вернули его первоначальный вид.